# Клошвиц
Клошвиц (нем. Kloschwitz) — община в Германии, в земле Саксония-Анхальт. 
Входит в состав района Заале. Подчиняется управлению Вестлихер Залькрайс.  Население составляет 478 человек (на 31 декабря 2006 года). Занимает площадь 10,29 км².
Община подразделяется на 4 сельских округа.